# Калинов, Ставри
Ставри Никифоров Калинов (14.11.1944, Видин — 13.09.2023, София) — болгарский и художник-авангардист. Работает в жанрах монументальной скульптуры, мелкой пластики, живописи и декоративно-прикладного искусства .

## Биография
Родился 15 ноября 1944 года в Видине, в семье Никифора и Рейны Калиновых, был вторым ребёнком в семье с тремя детьми. Окончил Вторую гимназию в Видине в 1964 году, служил в армии (1964—1966). Три года подряд, с 1966 по 1968 год, подавал документы в Высший институт изобразительного искусства имени Н. Павловича на специальность «скульптура». В эти годы он работал как свободный художник в сфере торговой рекламы, плакатов, изготавливал художественные изделия. Был принят на обучение в 1969 году по специальности «Резьба по дереву» в класс профессора Асена Василева, окончил институт в 1977 году.
С 1973 года принимал участие в художественных выставках . Первая персональная выставка прошла в мае 1980 года, на ней было представлено 70 произведений серебряной миниатюрной пластики. Выставка стала заметным событием в культурной жизни столицы, Калинов был принят в Союз художников. В дальнейшем многократно участвовал в общих и персональных выставках в Болгарии и за рубежом.
После политических перемен 1989 года открыл собственные галереи в Софии и Несебре. С 1996 года получал материальную поддержку от мецената, бизнесмена Пламена Хранкова, который обеспечил Калинову «идеальные условия для жизни и творчества», включая студию. Ставри Калинов утверждал, что за всю жизнь не прочитал ни одной книги.
Был женат дважды: на Иве Мокановой (1978—1981) и на Силвии Лютаковой (1995—2017). Первая дочь Реджина Калинова (Реджина-Силвия, род. 1995) — художница, вторая дочь Рая — музыкант.
Умер 13 сентября 2023 года в Софии от второго инсульта, случившегося через несколько месяцев после первого.

## Творчество
Работал с гипсом, бронзой, серебром, золотом, холодной керамикой, стеклом, шёлком, тканями. Много экспериментировал с материалами и технологиями, владелец патента на смешанную технику. По словам искусствоведа профессора Аксинии Джуровой, Калинов создал традиции в мелкой пластике, в его работах сочетаются элементы жанрового реализма и гротеска, временами доходящего до острой сатиры, они оригинальны, смелы и выразительны.

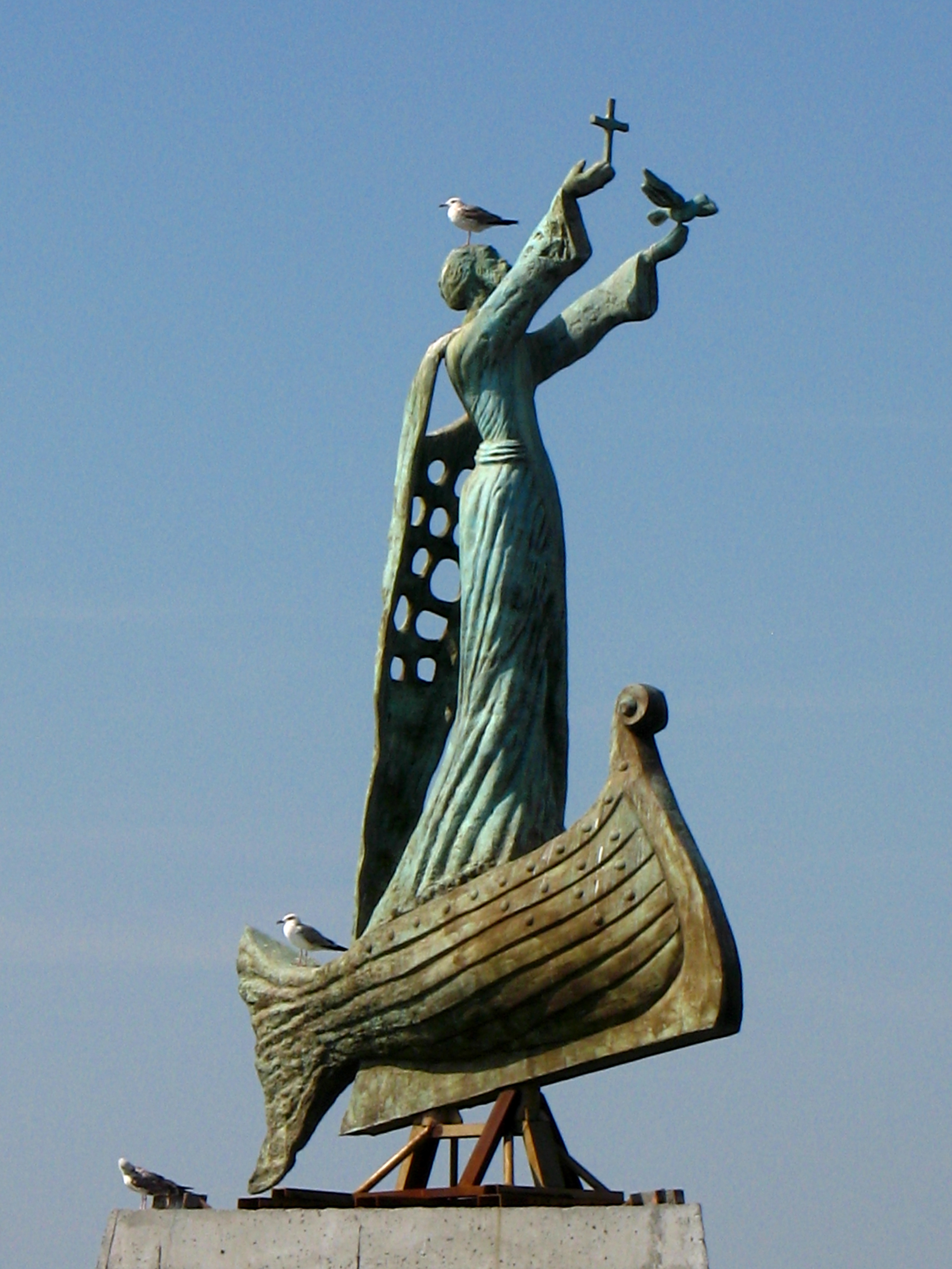
Монумент в Несебыре

Создал портреты Васила Левски, Жюля Паскина, Джона Атанасова, Бориса Христова, Николая Гяурова, Ван Гога и других известных личностей. Из его студии вышло много икон с изображениями Иисуса Христа, Марии Магдалины, святых и религиозных обрядов. На выставке в Хасково в 2015 году художник представил светящиеся стеклянные картины с фрагментами уникальных фресок Александровской гробницы. Калинов — автор многих статуэток-наград, которые вручаются на фестивалях и конкурсах, в том числе приза музыкального конкурса «Золотая Месемврия» в Несебре, статуэтки литературной премии «Балканика 2006»статуэток «Рыбак и золотая рыбка» для конкурса «Мистер и миссис Экономика 2012» и других.
Статуэтку авторства Калинова, изображающую святых равноапостольных Константина и Елену, ктиторов Боянской церкви, вице-президент Болгарии Тодор Кавалджиев подарил Папе Иоанну Павлу II. В фонде Художественной галереи имени Никола Петрова хранятся скульптурные фигуры из бронзы и камня «Хан», «Чарли Чаплин», «Баланс».
Успешен также в жанре монументальной скульптуры. Бронзовая скульптура «Правда о пере» установлена (2006) в садике перед Болгарским телеграфным агентством в Софии. В 2006 году у въезда в старый Несебыр была установлена 3-метровая скульптура, изображающая покровителя рыбаков и моряков Св. Николая, ставшая новым символом города.

## Признание
Обладатель ряда наград, среди которых «Хрустальная звезда» галереи «Макта» за лучшую выставку 1995 года и премия «Золотой век» Министерства культуры за особый вклад в развитие и популяризацию болгарской культуры (2006).
Почётный гражданин Видина (2004).

## Важные выставки
Источник:
- 1980 — персональная выставка «Сребърна пластика» в галерее «Раковски», София;
- 1984 — Австрия: выставки бронзовой и серебряной пластики;
- 1984 — Выставка скульптур, галерея «Раковски», София;
- 1985 — Австралия: выставки скульптур и мелкой пластики из бронзы в Мельбурне, Сиднее и др.;
- 1986 — Германия: выставка скульптур во Франкфурте-на-Майне и Дюсельдорфе;
- 1986 — Испания;
- 1986 — Англия: Лондон;
- 1988 — Швейцария: выставка мелкой пластики в «La galerie D’Etraz», Лозанна;
- 1989 — Франция: выставка скульптур в «Galerie Picpus», Монтрё;
- 1992 — выставка интерпретаций и шёлковых коллажей в галерее «Макта», София;
- 1993 — выставка скульптур в галерее «Макта», София;
- 1994 — выставка скулптур-чудовищ, живописи и мелкой пластики в галерее «Кати», София;
- 1995 — США: Лос-Анджелес;
- 1995 — выставка работ в технике «калинографики» «Плесень» в галерее «Макта», София;
- 1997 — Англия: выставка картин и пластики в Болгарском посольстве, Лондон;
- 1998 — выставка в галерее за зарубежного искусства
- 2002 — выставка скульптур в галерее «Видима», Севлиево;
- 2005 — Кипр: выставка икон;
- 2006 — Бельгия: выставка, посвящённая вступлению Болгарии в Евросоюз, Брюссель;
- 2007 — Германия: выставка живописи в Болгарском культурном центре, Берлин;
- 2011 — выставка-шоу «Енерганс» в галерее «Възраждане», Пловдив;
- 2012 — выставка в галерее «Възраждане», Пловдив;
- 2014 — выставка скульптур и стекла в галерее «Възраждане», Пловдив;
- 2014 — персональная выставка в Европейском доме, София;
- 2016 — Словакия: выставка в Болгарском культурном институте, Братислава;
- 2016 — постоянная выставка в арт-клубе «Дипломат», София;
- 2019 — выставка в галерее «Възраждане», Пловдив[15];
- 2019 — юбилейная выставка в театре «Сълза и смях», София;
- 2019 — постоянная выставка в отеле «Дипломат Плаза», Луковит;
- 2022 — выставка в отеле «Макси», Велинград;
- 2023 — высьавка «Homo Ludens» в галерее «Милениум», София.